# Alpraham and Calveley
Alpraham and Calveley är en civil parish i distriktet Cheshire East, i grevskapet Cheshire, i England. Civil parish är belägen 20 km från Chester. Det inkluderar Alpraham och Calveley. Civil parishen inrättades den 1 april 2023.